# Kumbakonam
Kumbakonam è una suddivisione dell'India, classificata come municipality, di 140.021 abitanti, situata nel distretto di Thanjavur, nello stato federato del Tamil Nadu. In base al numero di abitanti la città rientra nella classe IV (da 10.000 a 19.999 persone).

## Geografia fisica
La città è situata a 10° 58' 0 N e 79° 22' 60 E e ha un'altitudine di 23 m s.l.m..

## Società

### Evoluzione demografica
Al censimento del 2001 la popolazione di Kumbakonam assommava a 140.021 persone, delle quali 69.607 maschi e 70.414 femmine. I bambini di età inferiore o uguale ai sei anni assommavano a 14.556, dei quali 7.872 maschi e 6.684 femmine. Infine, coloro che erano in grado di saper almeno leggere e scrivere erano 109.010, dei quali 59.969 maschi e 49.041 femmine.